# Troubat
Troubat – miejscowość i gmina we Francji, w regionie Oksytania, w departamencie Pireneje Wysokie.
Według danych na rok 1990 gminę zamieszkiwało 35 osób, a gęstość zaludnienia wynosiła 13 osób/km² (wśród 3020 gmin regionu Midi-Pireneje Troubat plasuje się na 1028. miejscu pod względem liczby ludności, natomiast pod względem powierzchni na miejscu 1670.).